# Castela polyandra
Castela polyandra là một loài thực vật có hoa trong họ Thanh thất. Loài này được Moran & Felger mô tả khoa học đầu tiên năm 1968.